# Blackberri
Blackberri (nacido como Charles Timothy Ashmore, 31 de mayo de 1945 - 13 de diciembre de 2021) fue un cantautor y activista comunitario estadounidense. Su música se centraba en temas como los derechos civiles, los derechos LGBT, y la contaminación. Después de haber comenzado la Pandemia de VIH/sida, Blackberri trabajó en la educación y prevención de VIH en las personas negras.

## Primeros años
Charles Timothy Ashmore, conocido como Blackberri, nació el 31 de mayo de 1945, en Búfalo, Nueva York, y se crio en Baltimore.
Blackberri fue reclutado por la Armada de los Estados Unidos en 1965. Fue dado de baja por la Armada en 1966 por ser gay. Blackberri dijo: "Fui puesto bajo investigación porque uno de mis compañeros de barco me había entregado... tenían pruebas, me arrestaron, revisaron mis pertenencias personales y encontraron cartas incriminatorias y otras cosas". Se quedó varado en la ciudad de Nueva York, donde lavaba platos y consumía drogas.

## Carrera

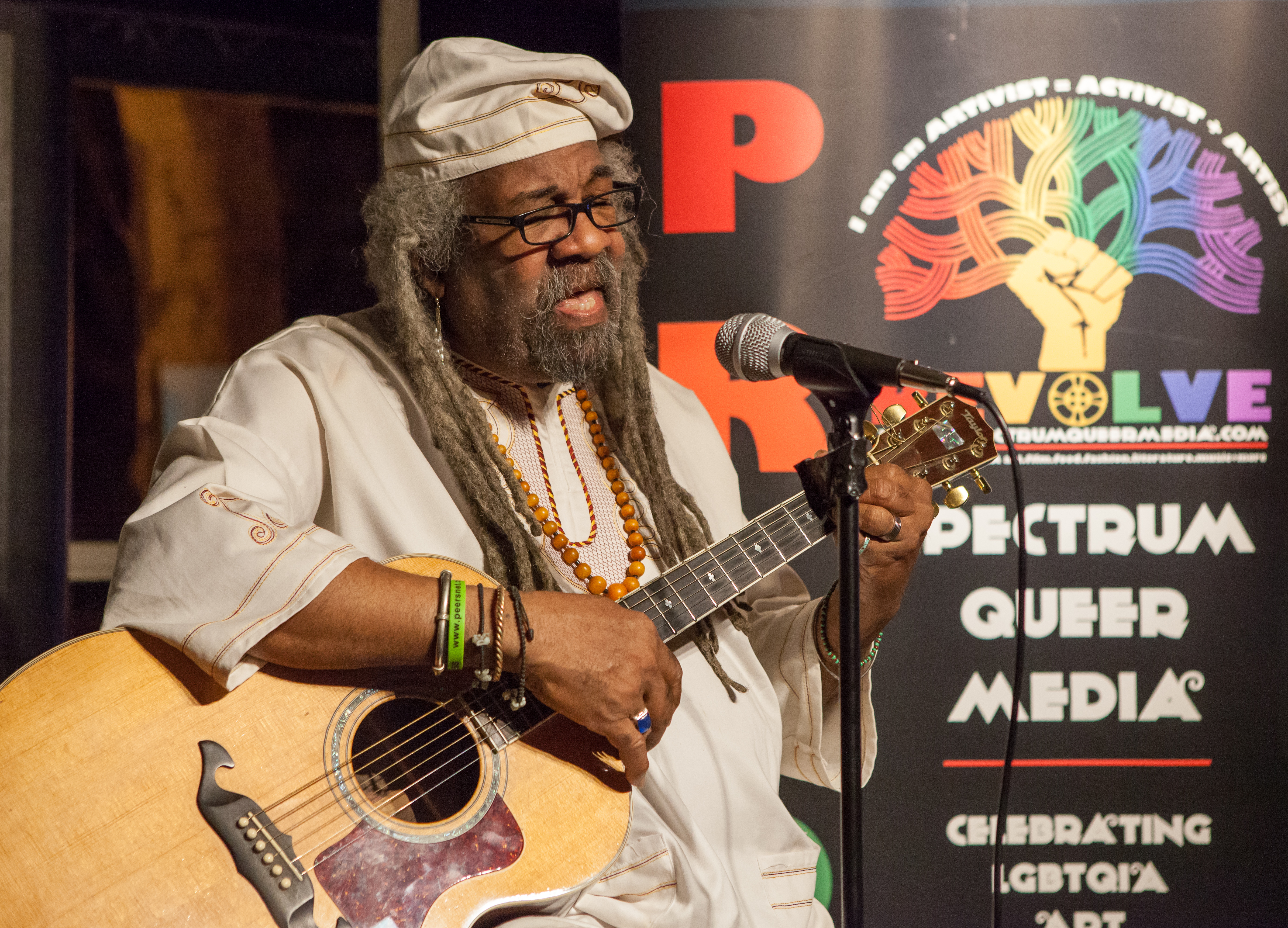
Blackberri actuando en un evento en Oakland en 2016

Blackberri estudió canto en la Universidad de Arizona y cantó blues. En Tucson, fundó una banda de rock, llamada Gunther Quint, siendo su primera canción "Frenchie", que trataba sobre una aventura de una noche antes de su baja. Mientras vivía en un colectivo feminista a principios de la década de 1970, se llamó Blackberri y cambió su nombre legalmente poco después.
Blackberri se mudó a San Francisco en 1974 y se unió a Breeze[¿Por qué?] mientras hacía espectáculos callejeros para poder ganar dinero. Estuvo en una relación con Reiner, un guitarrista de blues de la Costa Este. En 1975, la actuación en Blackberri en el concierto Two Songmakers fue transmitida por KQED. Esta fue la primera vez que se presentó música con temática LGBT en la televisión pública de San Francisco. En 1981, lanzó Blackberri and Friends: Finally en su sello musical, Bea B. Queen. Contribuyó a la música en las películas Tongues Untied, Word Is Out: Stories of Some of Our Lives y Looking for Langston. También actuó en festivales LGBT.
Durante la Pandemia de VIH/sida, Blackberri pasó al apoyo comunitario para la relación entre educación y VIH/sida. Trabajó como consejero de muerte y agonía en la sala de SIDA del San Francisco General Hospital a través del Proyecto Shanti. Se interesó en la prevención de la infección por VIH en la comunidad LGBT afroamericana.
En 2002, recibió un premio Lifetime Achievement AIDS Hero Award en San Francisco Candlelight Vigil. En 2017, recibió el premio Audrey Joseph Entertainment Award de la marcha del orgullo LGBT de San Francisco. En 2019, la canción de Blackberri, "Eat the Rich" se incluyó en la banda Lavender Country de Patrick Haggerty.

## Vida personal y muerte
Blackberri fue un sacerdote lucumí que viajó trece veces a Cuba.
Sufrió un infarto agudo de miocardio en octubre de 2021 y murió el 13 de diciembre de 2021 en el Centro Médico Alta Bates Summit en Oakland, California, a los 76 años.